# Тоні Іннауер
Тоні Іннауер  (нім. Toni Innauer, 1 квітня 1958) — австрійський стрибун з трампліна, олімпійський чемпіон.

## Виступи на Олімпіадах
| Олімпіада        | Дисципліна             | Місце |
| ---------------- | ---------------------- | ----- |
| Інсбрук 1976     | інд., норм. трамплін   | 7T    |
| Інсбрук 1976     | інд., великий трамплін | 2     |
| Лейк-Плесід 1980 | інд., норм. трамплін   | 1     |
| Лейк-Плесід 1980 | інд., великий трамплін | 4     |

## Зовнішні посилання
- Досьє на sport.references.com [Архівовано 8 серпня 2014 у Wayback Machine.]